# Manuel Ruiz Dávila
Manuel Ruiz Dávila fue un abogado y político peruano. 
Fue miembro del Congreso General Constituyente de 1827 por el departamento de Lima. Dicho congreso constituyente fue el que elaboró la segunda constitución política del país.